# Green Mountain Stage Race
La Green Mountain Stage Race est une course cycliste américaine disputée au cœur des montagnes Vertes, dans l'État du Vermont. Créée en 2001, la compétition est répartie en plusieurs épreuves distinctes, selon le genre, l'âge et la catégorie des participants.
L'édition 2020 est annulée en raison du contexte sanitaire lié à la pandémie de Covid-19.

## Palmarès

### Élites Hommes
| Année | Vainqueur            | Deuxième             | Troisième           |
| ----- | -------------------- | -------------------- | ------------------- |
| 2001  | Scott Moninger       | Mark McCormack       | Brendon Vesty       |
| 2002  | Jonathan Page        | Jean-François Racine | Eneas Freyre        |
| 2003  | Mark McCormack       | Mark Walters         | Timothy Johnson     |
| 2004  | Mark McCormack       | Charles Dionne       | Andrew Randell (de) |
| 2005  | Anthony Colby        | Dan Timmerman        | Thomas Peterson     |
| 2006  | Matthew Cooke (en)   | Anthony Colby        | Brandon Crichton    |
| 2007  | Trevor Connor        | Mathieu Toulouse     | Dominique Perras    |
| 2008  | François Parisien    | Andrew Randell (de)  | Eneas Freyre        |
| 2009  | Andrés Miguel Díaz   | Johan Lindgren       | Matthew Cooke (en)  |
| 2010  | Jeremy Powers        | Timothy Johnson      | Gavin Mannion       |
| 2011  | Tom Zirbel           | Anders Newbury       | Jamey Driscoll      |
| 2012  | Timothy Johnson      | Logan Owen           | Gabe Varela         |
| 2013  | Cameron Cogburn (en) | Jordan Cheyne        | Eneas Freyre        |
| 2014  | Matthieu Jeannès     | Chad Young           | Ansel Dickey        |
| 2015  | Bryan Lewis          | Jordan Cheyne        | Adam Jamieson       |
| 2016  | James Piccoli        | Adam de Vos          | Chris Butler        |
| 2017  | Austin Stephens      | Timothy Ahearn       | Matt McLoone        |
| 2018  | Barry Miller         | Michael Landry       | Nicholas Diniz      |
| 2019  | Brendan Rhim         | Ben Wolfe            | Carson Miles        |
| 2020  | annulé               | annulé               | annulé              |
| 2021  | Richard Arnopol      | Matthew Zimmer       | Erik Levinsohn      |
| 2022  | Stephen Vogel        | Matthew Zimmer       | Tanner Ward         |
| 2023  | Owen Wright          | Chris Prendergast    | Cormac McGeough     |
| 2024  | Miles Hubbard        | David Talbott        | Owen Wright         |

### Élites Femmes
| Année | Vainqueur               | Deuxième           | Troisième            |
| ----- | ----------------------- | ------------------ | -------------------- |
| 2012  | Marti Shea              | Susan Palmer-Komar | Alizée Brien (en)    |
| 2013  | Amy Bevilacqua          | Lex Albrecht       | Beth Ruiz            |
| 2014  | Lex Albrecht            | Denise Ramsden     | Christine Schryver   |
| 2015  | Tara Whitten            | Carrie Cartmill    | Cheryl Clark         |
| 2016  | Amy Bevilacqua          | Stefanie Sydlik    | Lauren Hall          |
| 2017  | Kirsti Lay              | Simone Boilard     | Luce Bourbeau        |
| 2018  | Emma White              | Emma Lujan         | Laura Jorgensen (en) |
| 2019  | Marie-Soleil Blais (en) | Emma Langley       | Lex Albrecht         |
| 2020  | annulé                  | annulé             | annulé               |
| 2021  | Caitlin Conyers         | Sommers Creed      | Galen Bolard         |
| 2022  | Laurel Quinnones        | Galen Bolard       | Maeghan Easler       |
| 2023  | Emma Betuel             | Hayley Wickstrom   | Florence Howden      |
| 2024  | Lucy Hempstead          | Annie Gilbert      | Emma Betuel          |

### Juniors
| Année | Vainqueur        | Deuxième         | Troisième                |
| ----- | ---------------- | ---------------- | ------------------------ |
| 2012  | Hugh Carthy      | Jake King        | Chris Keeling            |
| 2013  | Phil O'Donnell   | Ansel Dickey     | Chad Young               |
| 2014  | Nathan Draper    | Charlie Tanfield | Cooper Willsey           |
| 2015  | Derek Gee        | Reid Richesin    | Ian Clarke               |
| 2016  | Gaelen Kilburn   | Ryan Coulton     | Thierry Kirouac-Marcassa |
| 2017  | Charles Paige    | Isaac Bryant     | Gaelen Kilburn           |
| 2018  | Magnus Sheffield | Robin Plamondon  | Sean Guydish             |
| 2019  | Matisse Julien   | Lukas Carreau    | Gregory Santiago Zapata  |
| 2020  | annulé           | annulé           | annulé                   |
| 2021  | Andrew August    | Brockton Smith   | Ben Stokes               |
| 2022  | Ashlin Barry     | Justin Roy       | Evan Boyle               |
| 2023  | Ashlin Barry     | Elyot Ferguson   | David Thompson           |
| 2024  | Peyton Burckel   | Enzo Hincapie    | Maxime Corbeil           |